# Marcin Gwóźdź
Marcin Piotr Gwóźdź (ur. 14 grudnia 1977 w Ząbkowicach Śląskich) – polski menedżer, inżynier i samorządowiec, od 2018 do 2019 wicemarszałek województwa dolnośląskiego, poseł na Sejm IX i X kadencji.

## Życiorys
Syn Janusza i Anny. Ukończył szkołę podchorążych rezerwy. Absolwent studiów inżynierskich z zakresu mechaniki i budowy maszyn na Politechnice Wrocławskiej (2000) oraz magisterskich z zarządzania i inżynierii produkcji na Politechnice Poznańskiej (2007). Ukończył studia podyplomowe z bankowości i finansów na Uniwersytecie Ekonomicznym we Wrocławiu. Zdał także egzamin na członka rad nadzorczych spółek Skarbu Państwa i uzyskał uprawnienia doradcy restrukturyzacyjnego.
Przez kilkanaście lat pracował jako inżynier i menedżer, rozpoczynając od pracy konstruktora i technologa w zakładach konstrukcyjnych. W latach 2007–2016 pozostawał prezesem zarządu Przedsiębiorstwa Wodociągów i Kanalizacji Delfin w Ząbkowicach Śląskich, następnie do 2018 kierował także Uzdrowiskami Kłodzkimi. W kwietniu 2018 został wiceprezesem i członkiem zarządu spółki akcyjnej KGHM TFI.
Zaangażował się w działalność partii Prawo i Sprawiedliwość. W wyborach samorządowych w 2010 i 2014 był wybierany z jej listy radnym powiatu ząbkowickiego (w 2018 nie kandydował ponownie). 19 listopada 2018 powołany na stanowisko wicemarszałka województwa dolnośląskiego.
W wyborach w 2019 uzyskał mandat posła IX kadencji, kandydując w okręgu wałbrzyskim i otrzymując 8049 głosów. W wyborach w 2023 z powodzeniem ubiegał się o poselską reelekcję (zdobywając 23 434 głosy).

## Wyniki w wyborach
| Wybory | Komitet wyborczy | Komitet wyborczy       | Organ                      | Okręg          | Wynik       |
| ------ | ---------------- | ---------------------- | -------------------------- | -------------- | ----------- |
| 2010   |                  | Prawo i Sprawiedliwość | Rada Powiatu Ząbkowickiego | nr 4           | 365 (4,00%) |
| 2014   | 717 (9,53%)      | Prawo i Sprawiedliwość | Rada Powiatu Ząbkowickiego | nr 4           |             |
| 2019   | Sejm IX kadencji | Prawo i Sprawiedliwość | nr 2                       | 8049 (2,84%)   |             |
| 2023   | Sejm X kadencji  | Prawo i Sprawiedliwość | nr 2                       | 23 434 (7,25%) |             |